# Näs Per Pehrsson
Näs Per Pehrsson, född 12 februari 1829 i Slättberg, Orsa socken, död 15 februari 1917 i Orsa socken, var en svensk frikyrkoledare.
Näs Per Pehrsson var son till arbetaren Näs Per Persson. Han lärde sig att läsa och skriva på egen hand och kom därefter i lära som skräddare och skinnberedare. När det så kallade "Orsa-läseriet" uppstod under 1840-talet under inflytande av Carl Olof Rosenius kom Näs Per Pehrsson att bli en av ledarna. På grund av brott mot konventikelplakatet blev han ett par gånger dömd till fängelsestraff, som han avtjänade i Falun 1853–1854. Som "Dalarnas förste baptist" döptes han 1854 och från 1855 företog han regelbundna predikoresor, mest i Dalarna och Norrland. Genom Näs Per Pehrssons verksamhet uppstod på flera håll religiösa rörelser, särskilt i Piteå och Skellefteåtrakten. Senare företog han liknande resor i nästan alla delar av Sverige. Om sina erfarenheter förde han under sextio år noggrant dagbok. 